# Urdax
Urdax (spanisch; baskisch: Urdazubi) ist eine Gemeinde (municipio) mit 364 Einwohnern (Stand: 2024) in Spanien. Die baskische Schreibweise ist heute die offizielle, weil es zur baskischsprachigen Zone Navarras gehört.

## Geografie
Urdax liegt in den Pyrenäen nördlich des Hauptkammes am Ugarana (auf französischer Seite: Nivelle) und grenzt im Norden und Nordosten an Frankreich.

## Gemeindegliederung
- der Hauptort Urdax (baskisch: Urdazubi)
- Alkerdi (spanisch: Alquerdi)
- Dancharinea (baskisch: Dantxarinea)
- Landíbar
- Leorlás (baskisch: Leorlatz)
- Tejería (baskisch: Telleria)

## Wirtschaft
Haupterwerbszweige sind die Landwirtschaft und der Tourismus.

## Persönlichkeiten
- Pedro Aguerre y Azpilicueta (genannt Axular, 1556–1644), baskischer Schriftsteller
- Bruno de Echenique Garmendia (1820–1893), Sprachwissenschaftler und Schriftsteller

## Sehenswürdigkeiten
- Salvatorkirche von Urdax (Kloster von Urdax)
- Mühle von Urdax
- Geburtshaus von Axular

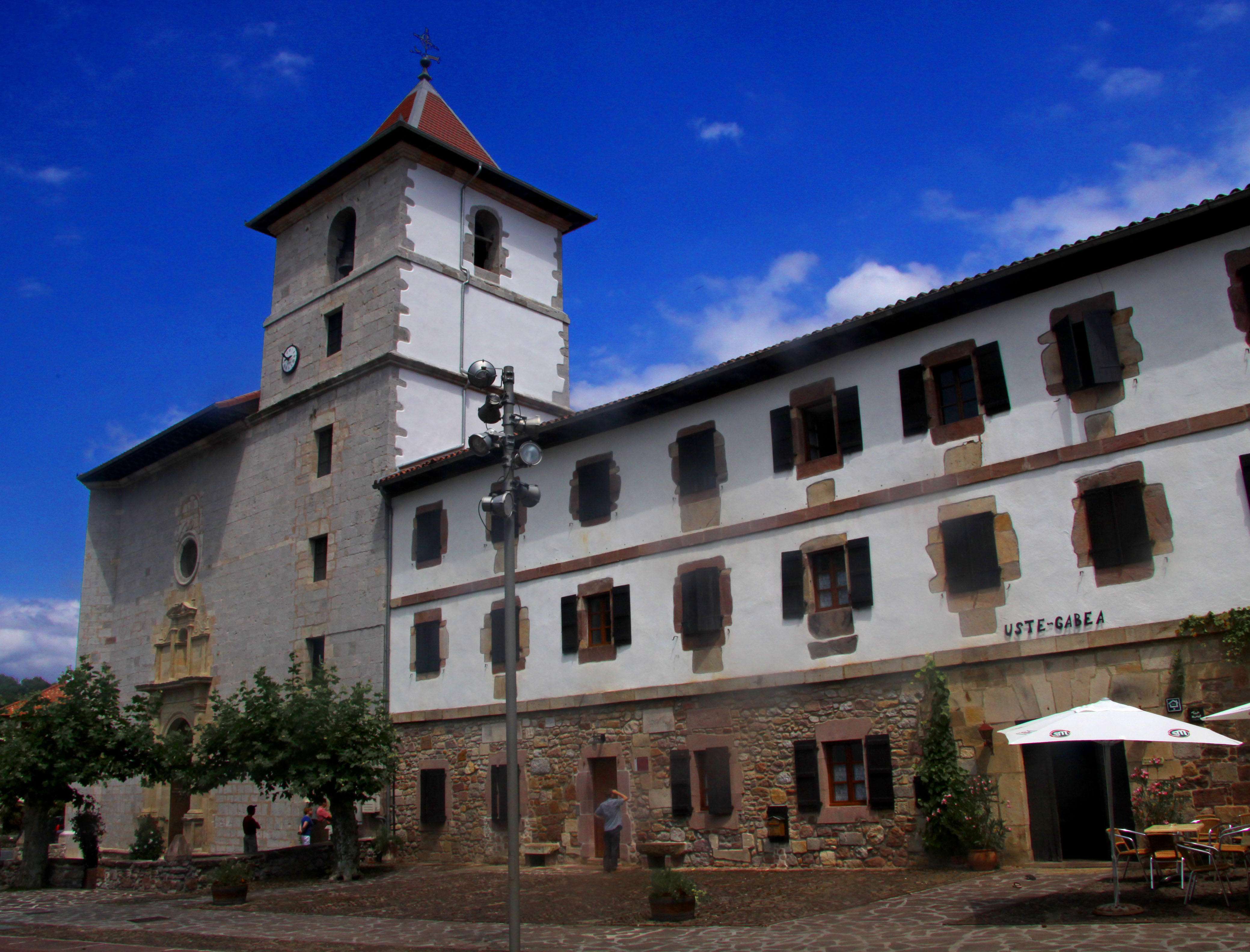
Salvatorkirche (Ehemaliges Kloster)
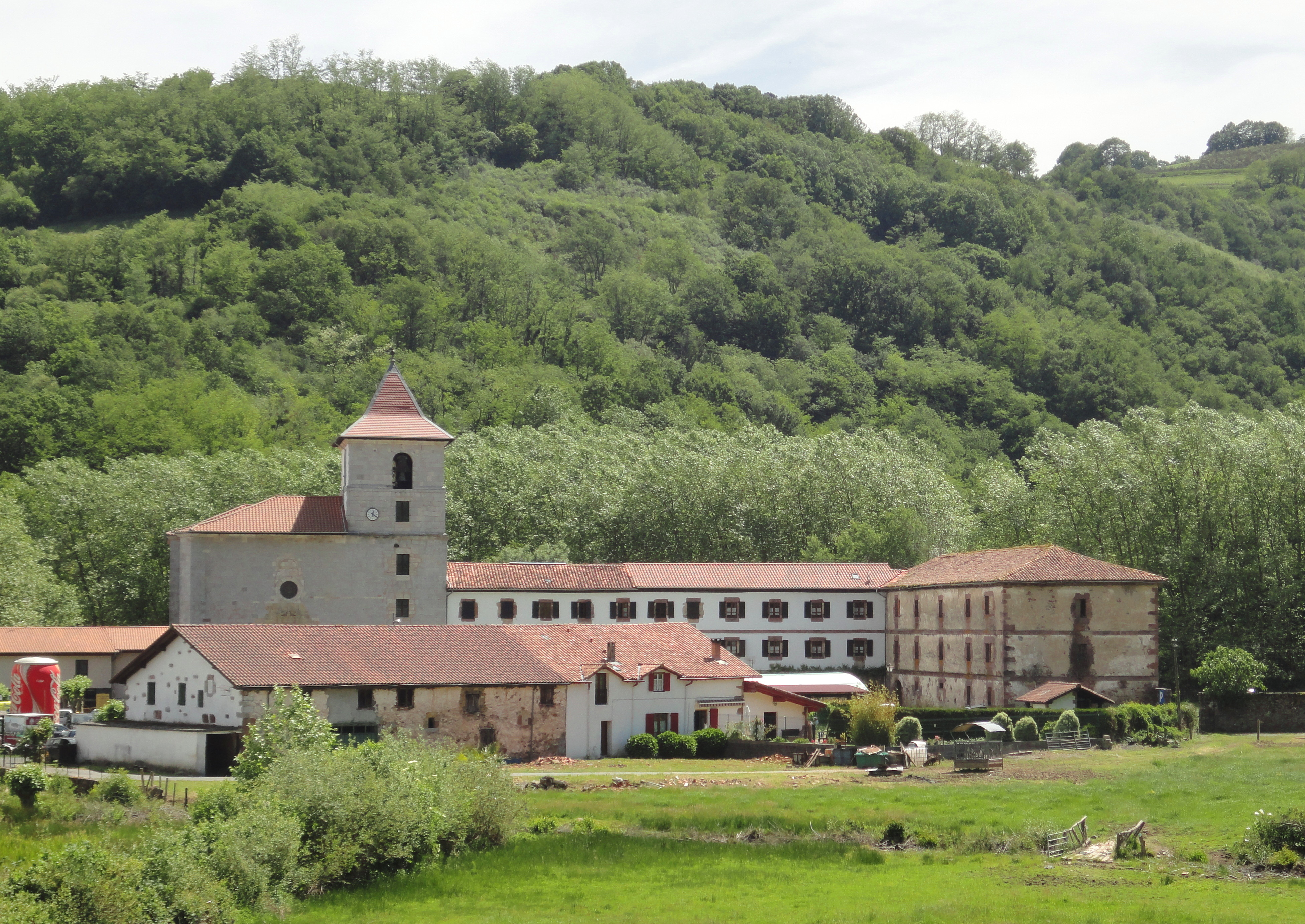
Klosterkomplex
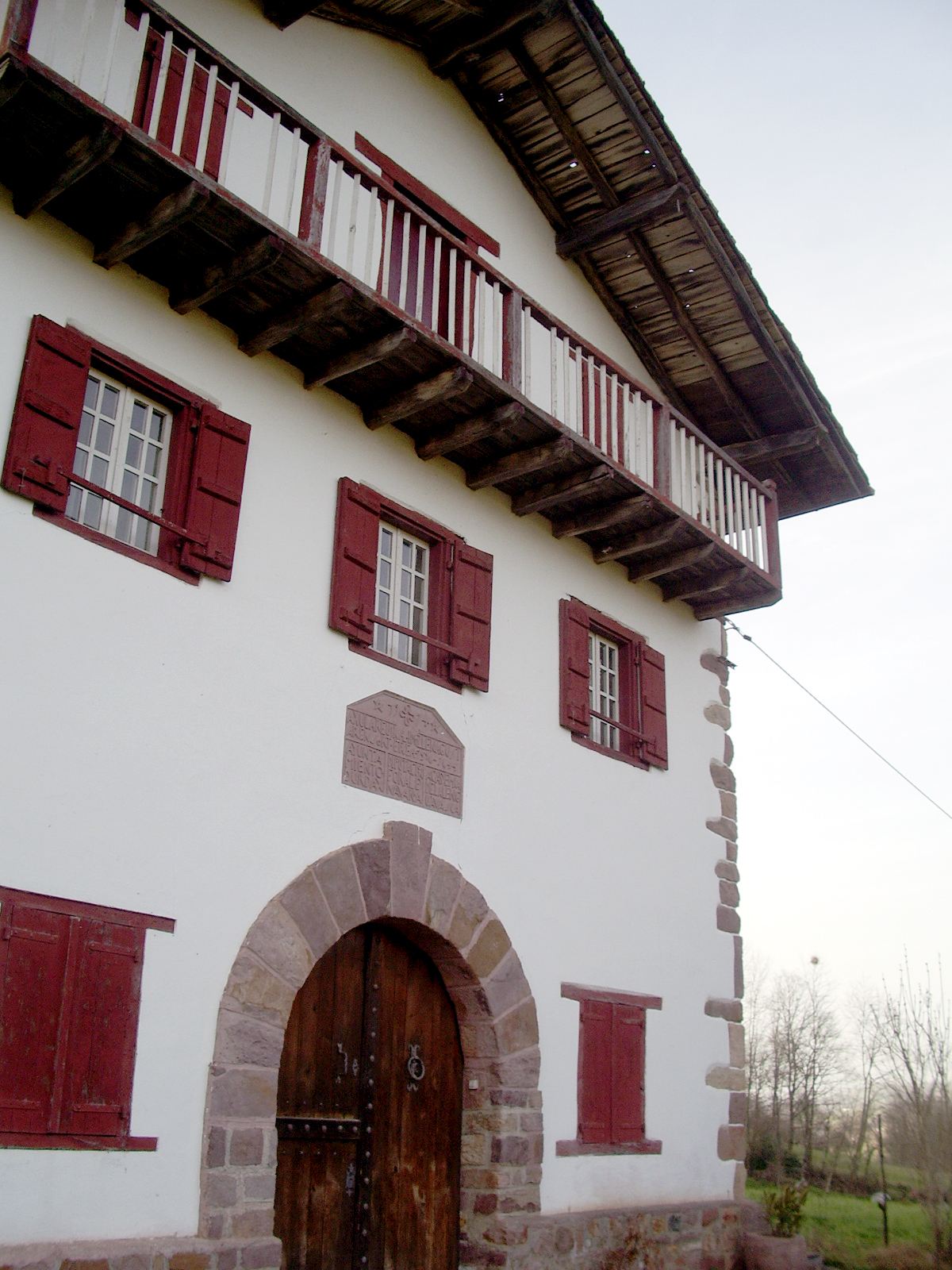
Geburtshaus von Axular